# Еройла
Е́ройла (карел. Jeroilu) — деревня в Олонецком районе Карелии. Входит в состав Ильинского сельского поселения.

## География
Расположена в 13 км к западу от Олонца, на реке Олонка.

## История
В результате сокращения населения в 1957 году к деревне Еройла были присоединены деревни Погост и Праккила.

## Население
| 2002 | 2009 | 2010 | 2013 |
| ---- | ---- | ---- | ---- |
| 51   | ↘38  | ↘35  | ↘32  |

## Транспорт

### Автомобильное сообщение
Через деревню проходит автодорога 86К-8 «Олонец — Питкяранта — Леппясилта».

## Достопримечательности
- Церковь Спаса Нерукотворного образа. Построена не ранее 1750 года, приписана к церкви Успения Пресвятой Богородицы города Олонца. Закрыта 26 ноября 1938 года постановлением Карельского ЦИК[6], разрушалась. Сейчас восстанавливается силами прихода, действует[7]
- В 2007 году в этой деревне на месте часовни найден древний православный крест[8]
- Могила красноармейца, погибшего в бою с белогвардейцами[9]